# Andrea Magrassi
Andrea Magrassi (Dolo, 6 febbraio 1993) è un calciatore italiano, attaccante del Milan Futuro.

## Carriera
Cresciuto nei settori giovanili di Venezia e Brescia, ha esordito con la prima squadra delle Rondinelle il 13 novembre 2011, nella partita di Serie B persa per 0-1 contro l'Ascoli. Il 30 gennaio 2012 viene acquistato a titolo definitivo dalla Sampdoria, rimanendo con il club lombardo fino al termine della stagione. Il 2 agosto passa al Portogruaro; il 30 agosto 2013 viene ceduto, sempre a titolo temporaneo, al Real Vicenza. Il 1º settembre 2014 si trasferisce in prestito al Martina, lasciando poi i blucerchiati a titolo definitivo nel 2015, quando viene ceduto all'Olhanense. Nel gennaio del 2016 fa ritorno in Italia, venendo tesserato dal Mestre, scendendo così per la prima volta in carriera in Serie D. Il 17 luglio passa all'Ostia Mare, lasciando tuttavia il club laziale dopo pochi mesi per trasferirsi al Calvi Noale; il 22 luglio 2017 passa al Matelica.
Tesserato al termine della stagione dalla Virtus Entella, il 2 agosto 2018 viene ceduto a titolo temporaneo al Ravenna; il 31 gennaio 2019 passa, sempre in prestito, alla Cavese. Il 1º agosto seguente si trasferisce alla Virtus Verona; il 21 settembre 2020 viene ceduto al Pontedera, con cui disputa un'ottima stagione a livello individuale. Tornato all’Entella, segna 10 gol nel campionato 2021-2022.
Il 31 agosto 2022 viene acquistato a titolo definitivo dal Cittadella, in Serie B. In due stagioni e mezzo segna però solo 4 gol in campionato.
Il 2 gennaio 2025, passa quindi a titolo definitivo al Milan Futuro, seconda squadra del Milan, militante in Serie C. Segna il suo primo gol alla seconda uscita, il 12 gennaio nella sconfitta con la Torres (1-5).

## Statistiche

### Presenze e reti nei club
Statistiche aggiornate al 17 maggio 2025.
| Stagione          | Squadra           | Campionato        | Campionato | Campionato | Coppe nazionali | Coppe nazionali | Coppe nazionali | Coppe continentali | Coppe continentali | Coppe continentali | Altre coppe | Altre coppe | Altre coppe | Totale | Totale |
| Stagione          | Squadra           | Comp              | Pres       | Reti       | Comp            | Pres            | Reti            | Comp               | Pres               | Reti               | Comp        | Pres        | Reti        | Pres   | Reti   |
| ----------------- | ----------------- | ----------------- | ---------- | ---------- | --------------- | --------------- | --------------- | ------------------ | ------------------ | ------------------ | ----------- | ----------- | ----------- | ------ | ------ |
| 2011-2012         | Brescia           | B                 | 1          | 0          | CI              | -               | -               | -                  | -                  | -                  | -           | -           | -           | 1      | 0      |
| 2012-2013         | Portogruaro       | 1D                | 9          | 0          | CI+CI-LP        | 0+2             | 0               | -                  | -                  | -                  | -           | -           | -           | 11     | 0      |
| 2013-2014         | Real Vicenza      | 2D                | 10         | 0          | CI-LP           | 1+              | 0               | -                  | -                  | -                  | -           | -           | -           | 11     | 0      |
| 2014-2015         | Martina           | LP                | 15         | 2          | CI-LP           | -               | -               | -                  | -                  | -                  | -           | -           | -           | 15     | 2      |
| 2015-gen. 2016    | Olhanense         | SL                | 4          | 0          | TP+TdL          | 0               | 0               | -                  | -                  | -                  | -           | -           | -           | 4      | 0      |
| gen.-giu. 2016    | Mestre            | D                 | 11         | 4          | CI-D            | -               | -               | -                  | -                  | -                  | -           | -           | -           | 11     | 4      |
| ago.-dic. 2016    | Ostia Mare        | D                 | 12         | 4          | CI-D            | 1               | 0               | -                  | -                  | -                  | -           | -           | -           | 13     | 4      |
| dic. 2016-2017    | Calvi Noale       | D                 | 20+1       | 8          | CI-D            | -               | -               | -                  | -                  | -                  | -           | -           | -           | 21     | 8      |
| 2017-2018         | Matelica          | D                 | 32+1       | 18         | CI+CI-D         | 1+3             | 0+1             | -                  | -                  | -                  | -           | -           | -           | 37     | 19     |
| 2018-gen. 2019    | Ravenna           | C                 | 18         | 1          | CI-C            | 2               | 0               | -                  | -                  | -                  | -           | -           | -           | 20     | 1      |
| gen.-giu. 2019    | Cavese            | C                 | 12         | 3          | CI-C            | -               | -               | -                  | -                  | -                  | -           | -           | -           | 12     | 3      |
| 2019-2020         | Virtus Verona     | C                 | 27         | 7          | CI-C            | 3               | 1               | -                  | -                  | -                  | -           | -           | -           | 30     | 8      |
| 2020-2021         | Pontedera         | C                 | 36+1       | 15         | CI              | 1               | 0               | -                  | -                  | -                  | -           | -           | -           | 38     | 15     |
| 2021-2022         | Virtus Entella    | C                 | 37+4       | 10         | CI-C            | 3               | 1               | -                  | -                  | -                  | -           | -           | -           | 44     | 11     |
| 2022-2023         | Cittadella        | B                 | 26         | 1          | CI              | 1               | 0               | -                  | -                  | -                  | -           | -           | -           | 27     | 2      |
| 2023-2024         | Cittadella        | B                 | 30         | 3          | CI              | 2               | 1               | -                  | -                  | -                  | -           | -           | -           | 32     | 4      |
| 2024-gen. 2025    | Cittadella        | B                 | 8          | 0          | CI              | 1               | 0               | -                  | -                  | -                  | -           | -           | -           | 9      | 0      |
| Totale Cittadella | Totale Cittadella | Totale Cittadella | 64         | 4          |                 | 4               | 1               |                    | -                  | -                  |             | -           | -           | 68     | 5      |
| gen.-giu. 2025    | Milan Futuro      | C                 | 16+2       | 2          | CI-C            | 0               | 0               | -                  | -                  | -                  | -           | -           | -           | 18     | 2      |
| Totale carriera   | Totale carriera   | Totale carriera   | 324+9      | 78         |                 | 21              | 4               |                    | -                  | -                  |             | -           | -           | 354    | 82     |